# Valgerahu
Valgerahu est une île d'Estonie en mer Baltique.

## Géographie
Elle fait partie de la commune de Ridala et du parc national de Matsalu.